# Lista de arcebispos de Lisboa
Este anexo é comsposto por uma lista de Arcebispos de Lisboa.

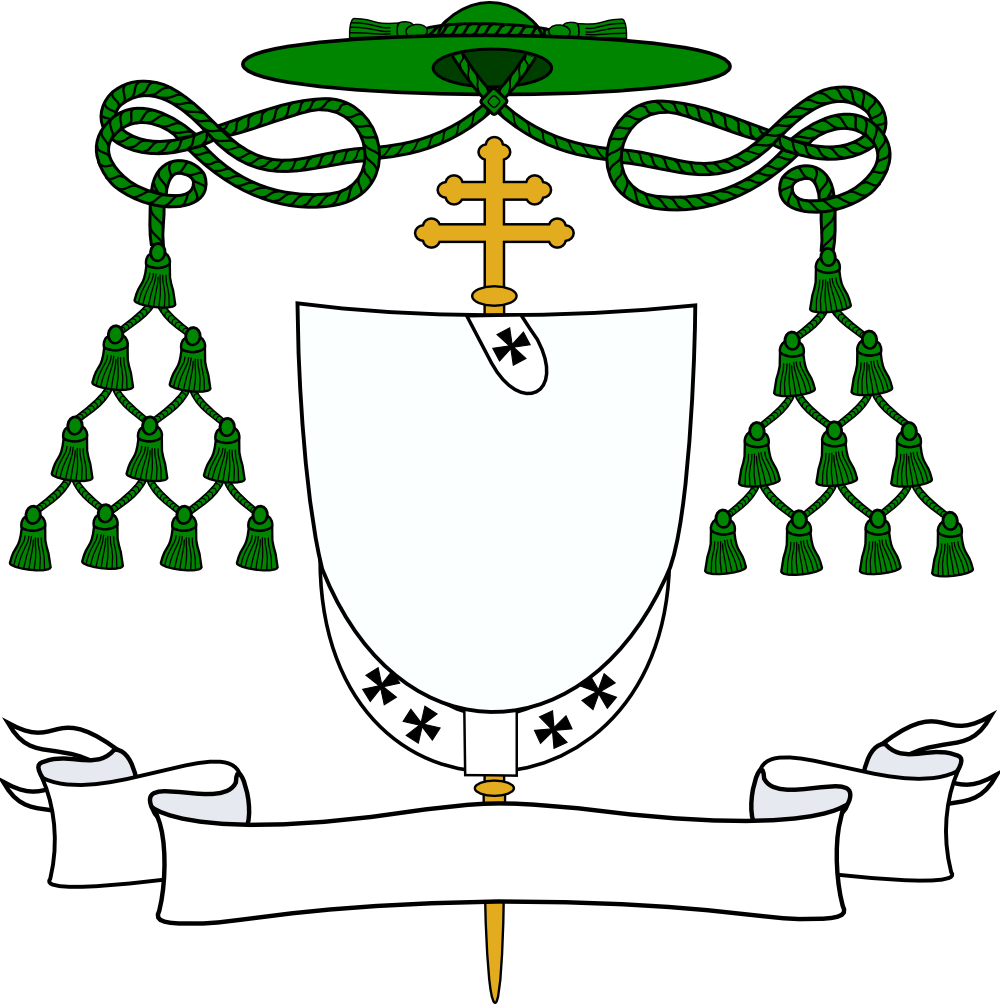
Brasão de armas do arcebispado de Lisboa.

1. João (I) Anes (1394-1402), cardeal,
2. João (II) Afonso Esteves da Azambuja (1402-1415), cardeal,
3. Diogo Álvares de Brito (1415-1422); o cabido não lhe deu posse; antes bispo de Évora,
4. D. Pedro de Noronha, arcebispo de Lisboa (1379 -?) (1424-1452), antes bispo de Évora,
5. Luís Coutinho (1452-1453), antes bispo de Viseu e de Coimbra,
6. Cardeal D. Jaime de Portugal (1453-1459),
7. Afonso (I) Nogueira (1459-1464), antes bispo de Coimbra
8. Cardeal D. Jorge da Costa (1464-1500), Cardeal da Alpedrinha
9. Martinho da Costa (1500-1521),
10. Cardeal Infante D. Afonso (II) de Portugal (1523-1540), antes bispo da Guarda e de Viseu e último bispo de Évora em acumulação com o cargo de arcebispo de Lisboa,
11. Fernando de Menezes Coutinho e Vasconcelos (1540-1564),
12. Cardeal Infante D. Henrique de Portugal (1564-1570),
13. Jorge de Almeida (1570-1585),
14. Miguel de Castro (1586-1625), também bispo de Viseu,
15. Afonso (III) Furtado de Mendonça (1626-1630), também bispo da Guarda, bispo de Coimbra-conde de Arganil, arcebispo de Braga e vice-rei de Portugal,
16. João (III) Manuel de Ataíde (1633), antes bispo de Coimbra-conde de Arganil,
17. Rodrigo da Cunha (1635-1643),
18. António de Mendonça (1670-1675),
19. D. Luís de Sousa (1675-1702), cardeal,
20. João (IV) de Sousa (1703-1710), também arcebispo de Braga,